# Mariposa (ciruela)
Mariposa es una variedad cultivar de ciruelo (Prunus salicina), de las denominadas ciruelas japonesas (aunque las ciruelas japonesas en realidad se originaron en China, fueron llevadas a los EE. UU. a través de Japón en el siglo XIX).
Una variedad de ciruela que fue obtenida por Jennie Benedict Thompson", de Pasadena (California), como plántula de 'Satsuma'.
Las frutas son de tamaño grande, redondeadas, piel firme con un color de fondo verde, y sobre color rojo púrpura similar a 'Satsuma', cubiertas con una pruina fina, punteado abundante, pequeño, más claro, y pulpa de color rojo sangre, textura jugosa, espesa, tierna, y sabor dulce (más dulce que Satsuma) complementado con un toque de acidez. Tolera las zonas de rusticidad según el departamento USDA, de nivel 4 a 9.

## Sinonimia
- "Improved Satsuma",
- "Prunus salicina Mariposa".[3]

## Historia
'Mariposa' variedad de ciruela, obtenida por Jennie Benedict Thompson", de Pasadena (California), como desporte de 'Satsuma'. Fue introducida en los circuitos comerciales en 1935.
'Mariposa' está cultivada en Estados Unidos.

## Características
'Mariposa' es un árbol de tamaño mediano, porte semi erecto, árbol bien formado y vigoroso necesita otra ciruela japonesa para la polinización, tiene un tiempo de floración que comienza a partir del 9 de abril con el 10% de floración, para el 18 de abril tiene una floración completa (80%), y para el 21 de abril tiene un 90% de caída de pétalos.
'Mariposa' tiene una talla de fruto de calibre grande, esférico achatado, algo asimétrico, sutura ventral fina, roma, poco profunda, con un peso promedio de 84.60 g; epidermis tiene una piel firme, con un color de fondo verde, y sobre color rojo púrpura similar a 'Satsuma', cubiertas con una pruina fina, punteado abundante, pequeño, más claro; pulpa de color rojo sangre, textura jugosa, espesa, tierna, y sabor dulce (más dulce que Satsuma) complementado con un toque de acidez.
Hueso no adherente a la pulpa, de tamaño pequeño, aplanada, ovalada.
Su tiempo de recogida de cosecha se inicia a mediados de julio y se prolonga hasta mediados de agosto. Buena conservación en frío. Presenta facilidad para el transporte y manipulación.

## Progenie
La variedad 'Mariposa' es el "Parental Madre" de la nueva variedad de ciruela 'Burgundy'.

## Usos
Las ciruelas 'Mariposa' de muy buena calidad como fruta fresca en mesa, y se utiliza generalmente para preparados culinarios.

## Polinización
De polinización autoincompatible. Buenos polinizadores son: 'Catalina', 'Friar', 'Late Santa Rosa', y 'Santa Rosa'.